# Амаранка
Амара́нка — село в Ромненском районе Амурской области, Россия. Административный центр Амаранского сельсовета.

## География
Село Амаранка стоит в 2 км от левого берега реки Большой Горбыль, при впадении в неё реки Амаранка (бассейн реки Томь).
Село Амаранка расположено к востоку от села Ромны. Автомобильная дорога идёт через Братолюбовку и Новониколаевку, расстояние до районного центра Ромненского района — 30 км.
На юг от села Амаранка идёт дорога к селу Восточная Нива, расстояние — 8 км.

## Население
| 2002 | 2010 | 2012 | 2013 | 2014 | 2015 | 2016 |
| ---- | ---- | ---- | ---- | ---- | ---- | ---- |
| 411  | ↘332 | ↘315 | ↘307 | ↘291 | ↘276 | ↘267 |
| 2017 | 2018 |      |      |      |      |      |
| ↘252 | ↘244 |      |      |      |      |      |

По данным переписи 1926 года по Дальневосточному краю, в Амаранке числилось 27 хозяйств и 130 жителей (65 мужчин и 65 женщин), из которых преобладающая национальность — украинцы (12 хозяйств).